# Gebhard Ullmann/Diskografie

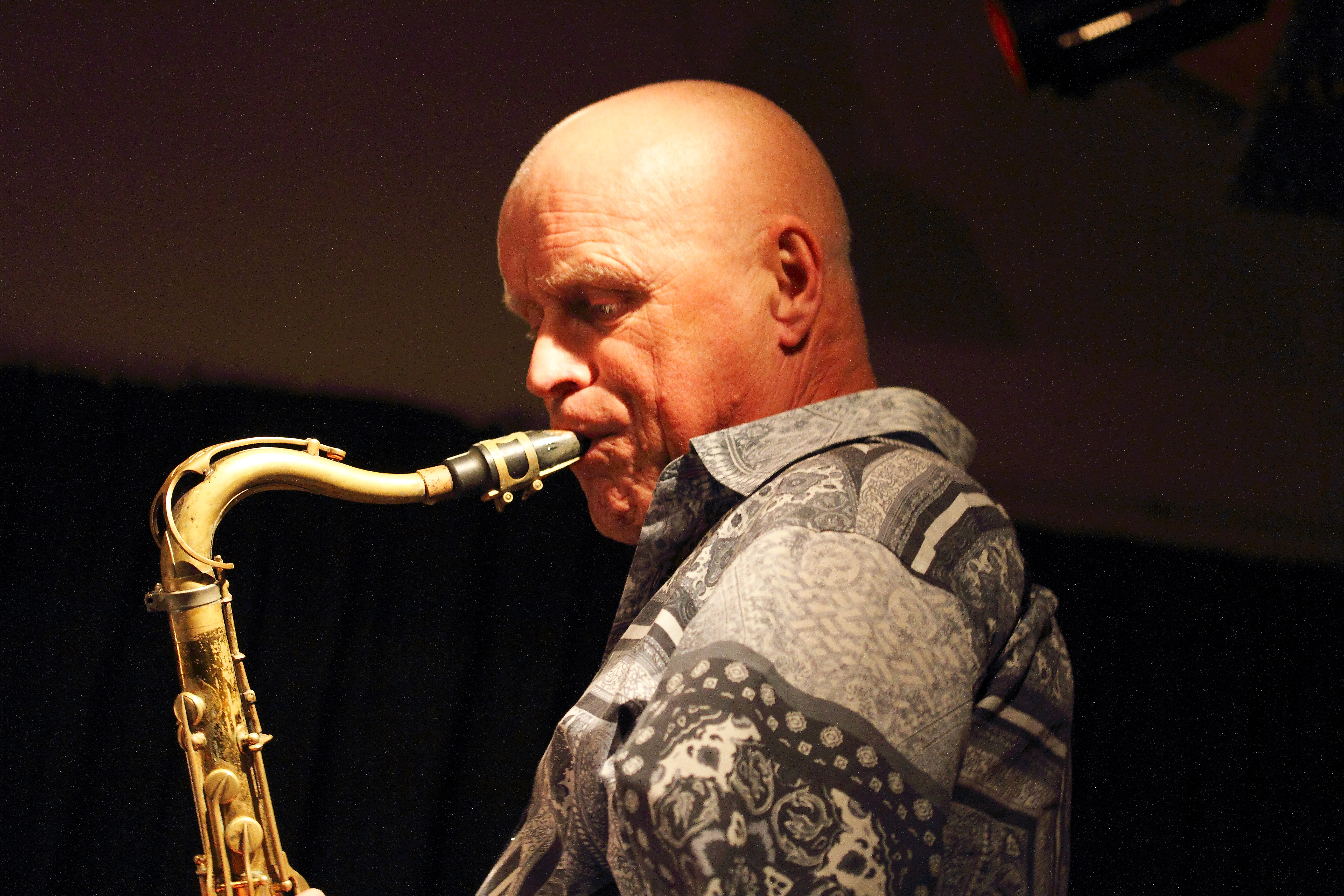
Mit Ullmann/Swell’s Chicago Plan im club W71 Weikersheim (2018)

Diese Diskografie ist eine Übersicht über die veröffentlichten Tonträger des Jazzmusikers Gebhard Ullmann. Sie umfasst seine Alben unter eigenem Namen und seine Mitwirkungen als Sideman. Nach Tom Lord war der Holzbläser zwischen 1982 und 2013 an 57 Aufnahmesessions beteiligt.

## Alben unter eigenem Namen und kollaborative Projekte
Dieser Abschnitt listet die von Gebhard Ullmann veröffentlichten LPs und CDs chronologisch nach Veröffentlichungsjahr:
- 1985: Gebhard Ullmann, Andreas Willers Playful (Biber)
- 1985: Gebhard Ullmann, Andreas Willers, Hans-Dieter Lorenz, Nikolaus Schäuble Out to Lunch (Nabel Records)
- 1987: Minimal Kidds No Age (Intuition Records, mit Andreas Willers, Nikolaus Schäuble sowie Trilok Gurtu, Glen Moore, Burhan Öçal, Hans Lüdemann)
- 1989: Gebhard Ullmann, Enrico Rava, Andreas Willers, Martin Lillich, Nikolaus Schäuble (Nabel)
- 1990: Per-Dee-Doo (Nabel; mit Michael Rodach, Martin Lillich, Nikolaus Schäuble)
- 1992: Gebhard Ullmann, Andreas Willers Suite Noire with Marvin Smitty Smith, Bob Stewart (Nabel)
- 1993: Gebhard Ullmann, Andreas Willers Playful '93 (Nabel)
- 1993: Gebhard Ullmann, Hans Hassler Tá Lam (99Records)
- 1994: Tá Lam 8 Moritat (99Records; mit Dirk Engelhardt, Hans Hassler, Heiner Reinhardt, Jürgen Kupke, Joachim Litty, Thomas Klemm, Volker Schlott)
- 1995: Gebhard Ullmann, Ellery Eskelin, Drew Gress, Phil Haynes Basement Research (Soul Note)
- 1997: Gebhard Ullmann, Andreas Willers, Phil Haynes Trad Corrosion (Nabel)
- 1999: Kreuzberg Park East (Soul Note, mit Ellery Eskelin, Drew Gress, Phil Haynes)
- 1999: Gebhard Ullmann, Jürgen Kupke, Michael Thieke Oct 1, ’98 (Leo Records)
- 2000: Tá Lam Zehn Vancouver Concert (Leo Records; mit Hinrich Beermann, Daniel Erdmann, Hans Hassler, Thomas Klemm, Jürgen Kupke, Joachim Litty, Theo Nabicht, Heiner Reinhardt, Volker Schlott)
- 2001: Essencia featuring Carlos Bica (Between the Lines; mit Jens Thomas)
- 2002: Clarinet Trio Translucent Tones (Leo; mit Jürgen Kupke, Michael Thieke)
- 2002: Conference Call Final Answer (Soul Note; mit Michael Jefry Stevens, Joe Fonda, Matt Wilson)
- 2003: Conference Call Variations on a Master Plan (Leo; mit Michael Jefry Stevens, Joe Fonda, Han Bennink)
- 2004: Conference Call Spirals. The Berlin Concert (482 Music; mit Michael Jefry Stevens, Joe Fonda, George Schuller)
- 2004: Steve Swell, Gebhard Ullmann, Hilliard Greene, Barry Altschul Desert Songs and Other Landscapes (CIMP)
- 2004: The Clarinet Trio Ballads and Related Objects (Leo)
- 2004: The Big Band Project (Soul Note, mit Claus Stötter, Ingolf Burkhardt, Michael Leuschner, Reiner Winterschladen, Ingo Lahme, Joe Gallardo, Sebastian Hoffmann, Sebastian John, Stefan Lottermann, Peter Bolte, Fiete Felsch, Lutz Büchner, Julian Argüelles, Christof Lauer, Frank Delle, Vladislav Sendecki, Stephan Diez, Lucas Lindholm, Tom Rainey, Marcio Doctor, Dieter Glawischnig)
- 2005: Gebhard Ullmann, Chris Dahlgren, Peter Herbert BassX3 (Drimala)
- 2006: Gebhard Ullmann, Chris Dahlgren, Art Lande Die blaue Nixe (Between the Lines)
- 2006: Gebhard Ullmann, Chris Dahlgren, Jay Rosen CutItOut (Leo Records)
- 2006: Gebhard Ullmann & Basement Research Live in Münster (NotTwo)
- 2006: Conference Call Live at the Outpost Performance Space (482 Music; rec. 2003; mit Michael Jefry Stevens, Joe Fonda, Gerry Hemingway)
- 2007: The Clarinet Trio Leo Records 25th Anniversary (Leo)
- 2007: Gebhard Ullmann, Steve Swell, Julian Argüelles, John Hebert, Gerald Cleaver New Basement Research (Soul Note)
- 2008: Conference Call Poetry in Motion (Clean Feed; mit Michael Jefry Stevens, Joe Fonda, George Schuller)
- 2009: Gebhard Ullmann Basement Research Don't Touch My Music Vol 1 & 2 (NotTwo)
- 2010: Steve Swell, Gebhard Ullmann, Hilliard Greene, Barry Altschul News? No News! (Jazzwerkstatt)
- 2010: Conference Call What About ...? 2 CDs (NotTwo Records; mit Michael Jefry Stevens, Joe Fonda, George Schuller)
- 2010: Steve Swell, Gebhard Ullmann, Hilliard Greene, Barry Altschul Live in Montreal (CIMPol)
- 2011: Tá Lam 11 Mingus! (Jazzwerkstatt; mit Benjamin Weidekamp, Daniel Erdmann, Hans Hassler, Heiner Reinhardt, Hinrich Beermann, Jürgen Kupke, Michael Thieke, Vladimir Karparov, Volker Schlott)
- 2012: The Clarinet Trio: 4 (Leo Records; mit Jürgen Kupke, Michael Thieke)
- 2012: BassX3: Transatlantic (Leo Records; mit Chris Dahlgren, Clayton Thomas)
- 2013: The Double Trio de Clarinettes: Itinéraire bis (Between the Lines; mit Jean-Marc Foltz, Sylvain Kassap, Armand Angster, Jürgen Kupke, Michael Thieke)
- 2014: Conference Call Seven. Live at the Firehouse 2 CDs (NotTwo Records; mit Michael Jefry Stevens, Joe Fonda, George Schuller)
- 2014: Gebhard Ullmann, Daniel Erdmann, Johannes Fink, Christian Lillinger E und U Mann (WismART)
- 2014: Gebhard Ullmann, Gerhard Gschlößl, Johannes Fink, Jan Leipnitz GULF of Berlin (Jazzwerkstatt)
- 2014: Almut Kühne & Gebhard Ullmann Silver White Archives (Unit)
- 2015: Gebhard Ullmann & Basement Research: Hat and Shoes (Between the Lines)
- 2016: Gebhard Ullmann, Achim Kaufmann Geode (Leo Records)
- 2016: Almut Kühne, Gebhard Ullmann, Achim Kaufmann Marbrakeys (Leo Records)
- 2016: Steve Swell, Gebhard Ullmann, Fred Lonberg-Holm, Michael Zerang The Chicago Plan (Clean Feed)
- 2016: Gebhard Ullmann, Achim Kaufmann: Geode (Leo Records)
- 2017: Gebhard Ullmann, Oliver Potratz, Eric Schaefer Das Kondensat (WhyPlay Jazz)
- 2017: The Clarinet Trio plus Alexey Kruglov: Live in Moscow mit Jürgen Kupke, Michael Thieke, Alexej Kruglov (Leo Records)
- 2017: Gebhard Ullmann & Alexey Kruglov: Moscow - Berlin (Fancy Music)
- 2019: Gebhard Ullmann & Basement Research Impromptus and Other Short Works (mit Julian Argüelles, Steve Swell, Pascal Niggenkemper, Gerald Cleaver) (WhyPlay Jazz)
- 2019: Gebhard Ullmann, Hans Lüdemann, Oliver Potratz, Eric Schaefer mikroPULS (Intuition Records)
- 2019: Tatiana Komova, Almut Kühne, Alexey Kruglov, Gebhard Ullmann: Deuce Crossings (Fancy Music)
- 2020: Conference Call Prism mit Michael Jefry Stevens, Joe Fonda, Dieter Ulrich (NotTwo Records)
- 2021: Das Kondensat 2 mit Gebhard Ullmann, Oliver Potratz, Eric Schaefer (WhyPlayJazz)
- 2021: GULFH of Berlin mit Gerhard Gschlössl, Gebhard Ullmann, Johannes Fink, Jan Leipnitz, Michael Haves (ESP-Disk)
- 2022: The Chicago Plan For New Zealand mit Steve Swell, Gebhard Ullmann, Fred Lonberg-Holm, Michael Zerang (NotTwo Records)
- 2022: The Clarinet Trio Transformations and Further Passages mit Gebhard Ullmann, Jürgen Kupke, Michael Thieke (Leo Records)
- 2022: Ullmann/Swell 4 We’re Playing in Here? mit Steve Swell, Gebhard Ullmann, Hilliard Greene, Barry Altschul (No Business Records)
- 2023: Das Kondensat: Andere Planeten, mit Liz Kosack, Oliver Potratz, Eric Schaefer (WhyPlayJazz)
- 2023: Hemisphere 4 mit Taiko Saito, Silke Lange, Liz Kosack (JazzHausMusik)
- 2024: Twelve+1 Murals mit Philipp Gerschlauer (Between the Lines)
- 2024: Impromptus und Interationen mit Vitalii Kyianytsia (Kairos)[2][3]

## Alben als Sideman
- 1984: Charly Schreckschuss Band: Verrückt nach Dir (MMG)
- 1985: Die Elefanten: Nervous City (Nektar; mit Chuck Purrington, Joachim Litty, Thomas Wegel, Andreas Weiser, Burkhard Schäffer, Hans Vogt, Klaus M. Staffa, Klaus Pankoke, Uli Moritz)
- 1987: Die Elefanten: Immer Alle, Immer Ich (Nektar; mit Michael Merkelbach, Joachim Litty, Michael Rodach, Gerd Kaulard, Klaus M. Staffa, Andreas Weiser, Nikolaus Schäuble, Uli Moritz)
- 1989: Die Elefanten: Wasserwüste (Nabel, mit Joachim Litty, Michael Rodach, Andreas Weiser, Klaus M. Staffa, Nikolaus Schäuble, Ulrich Moritz)
- 1989: Silent Jazz Ensemble: Silent Jazz Ensemble (Biber; mit Helmut Engel-Musehold, Volker Heller, Elena Ledda, Johannes Wohlleben, Friedemann Witecka, Martin Lillich, Ulrich Moritz)
- 1991: Tayfun mit Otto Sander: Eisen, Kohle und Zucker (Open Minds; mit Hans Hartmann, Michael Clifton, Topo Gioia)
- 1991: Silent Jazz Ensemble: Kashina (Biber)
- 1992: Niko Schäuble Tibetan Dixie: Nothing too Serious (Larrikin)
- 1992: Günter Lenz Springtime: Major League (Bellaphon; mit Claus Stötter, Ernst-Ludwig Petrowsky, Bob Degen, Thomas Cremer)
- 1994: Die Elefanten: Faust (Klangräume)
- 1996: Silent Jazz Ensemble: Birds of Passage (Biber)
- 1999: Joe Fonda: Full Circle Suite (CIMP; mit Taylor Ho Bynum, Chris Jonas, Kevin Norton)
- 2001: Tayfun: Dreams and Dances for a Silent Butterfly (Moods; mit Eddie Hayes, Tobias Morgenstern, Uli Bartel, Matias de Oliveira Pinto, Renaud Garcia-Fons, Hans Hartmann, Andreas Weiser, Topo Gioia)
- 2006: Joe Fonda Loaded Basses (CIMP; mit Claire Daly, Joe Daley, Michael Rabinowitz, Gerry Hemingway)
- 2008: Stereo Lisa Anno Onno Monno (Jazzwerkstatt; mit Aki Sebastian Ruhl, Almut Kühne, Benjamin Weidekamp, Christian Marien, Ibadet Ramadani, Jürgen Kupke, Matthias Müller, Richard Koch, Michael Haves, Simon Harrer)
- 2008: Scott DuBois Quartet Banshees (Sunnyside)
- 2009: Sadiq Bey Slow the Ear (Allzeit Musik, mit Kevin Ellington Mingus, Mfa Kera, Andrea Rost, Sophie Gothier)
- 2010: Günter Lenz Springtime Strict Minimum (Jazzwerkstatt; mit Claus Stötter, Ernst-Ludwig Petrowsky, Dieter Glawischnig, Bill Elgart; rec. 2007)
- 2010: Chris Dahlgren & Lexicon Mystic Maze (Jazzwerkstatt)
- 2010: Scott DuBois Quartet Black Hawk Dance (Sunnyside)
- 2012: Scott DuBois Quartet Landscape Scripture (Sunnyside)
- 2012: Hannes Zerbe Orchester Eisleriana (JazzHausMusik)
- 2013: Hannes Zerbe Orchester Erlkönig (JazzHausMusik)
- 2013: Hans Hassler Hassler (Intakt)
- 2015: Satoko Fujii Orchestra Berlin Ichigo Ichie (Libra), mit Richard Koch, Nikolaus Neuser, Matthias Müller, Matthias Schubert, Paulina Owczarek, Natsuki Tamura, Kazuhisa Uchihashi, Jan Roder, Michael Griener, Peter Orins
- 2015: Scott DuBois Quartet Winter Light (ACT Records)
- 2015: Bram De Looze Septych (Clean Feed)
- 2015: United Sounds of Leo 3 CDs und DVD (ArtBeat)
- 2017: Scott DuBois Quartet Autumn Wind (ACT Records)
- 2017: Hannes Zerbe Orchester Kalkutta (JazzHausMusik)
- 2018: Satoko Fujii Orchestra Berlin Ninety-Nine Years (Libra)
- 2019: Vesna Pisarović Petit Standard (Jazzwerkstatt)
- 2023: Steve Swell Dances with Questions 3 CDs (NotTwo Records)

## Belege
1. ↑  Tom Lord: The Jazz Discography (Memento des Originals vom 19. September 2015 im Internet Archive)  Info: Der Archivlink wurde automatisch eingesetzt und noch nicht geprüft. Bitte prüfe Original- und Archivlink gemäß Anleitung und entferne dann diesen Hinweis.
2. ↑  Martin Hufner: Das Kondensat: Andere Planeten. In: Neue Musikzeitung. 26. September 2023, abgerufen am 25. Dezember 2023.
3. ↑  Martin Hufner: Hemisphere 4. In: Neue Musikzeitung. 9. April 2024, abgerufen am 20. April 2024.